# Col de Châteauneuf de Contes
Le col de Châteauneuf de Contes est situé dans le département des Alpes-Maritimes, dans la région Provence-Alpes-Côte d'Azur. À 627 mètres d'altitude, Il met en communication la commune de Tourrette-Levens avec celle de Contes, dans la vallée du Paillon.

## Géographie

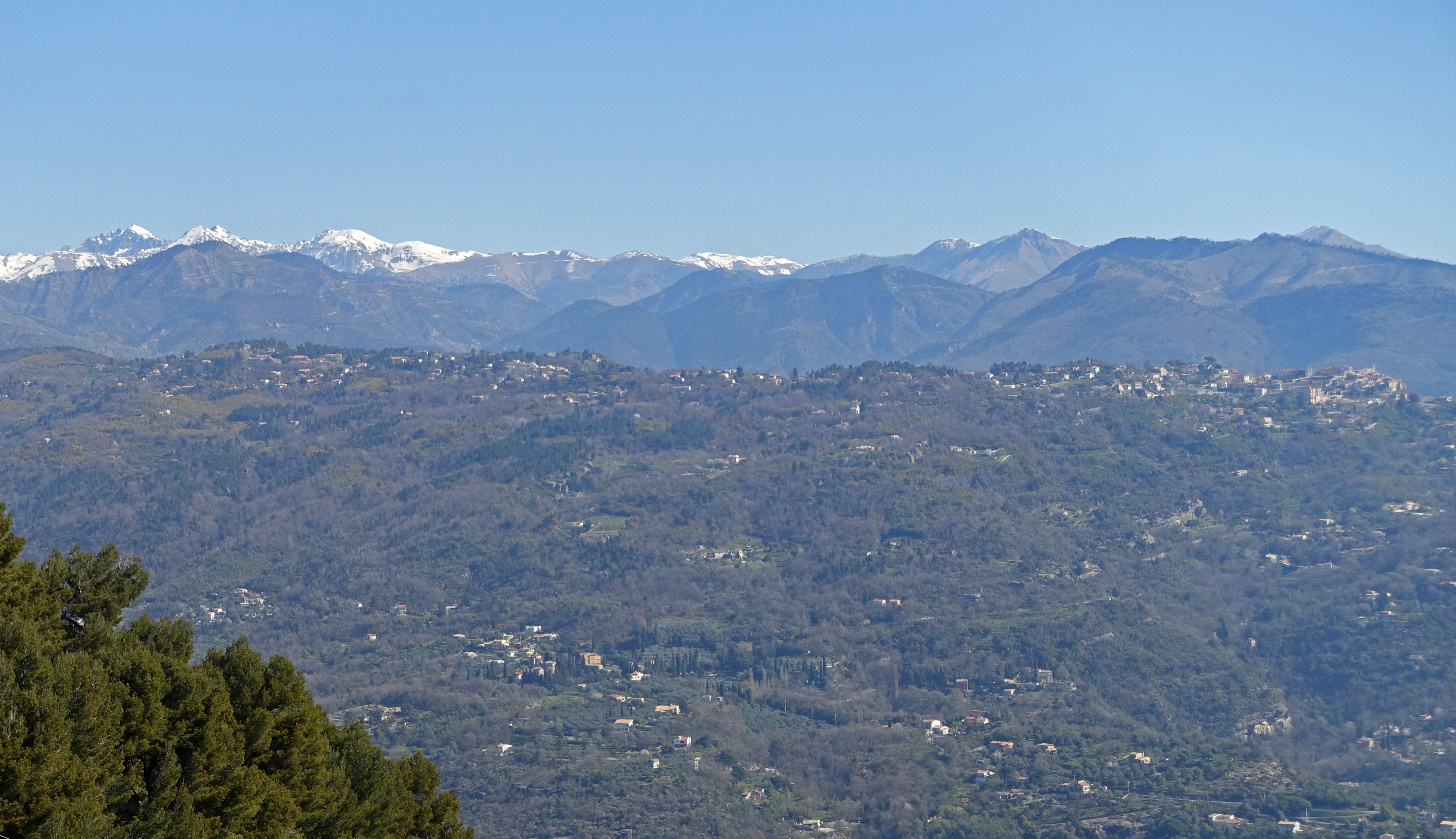
Vue du col vers l'est.

Sur le versant ouest, la route monte à travers une forêt de pin depuis le village de Tourrette. À l'est, la route décrit de nombreux lacets, notamment à travers le village de Châteauneuf-Villevieille, puis rejoint Bendejun au nord ou Contes.
Le col est la voie de communication carrossable la plus septentrionale entre la vallée du Paillon et l'ouest. La vallée communique plus au nord avec le reste du département par le col Saint-Roch.
Le col est surplombé au sud par les ruines du village de Châteauneuf, et au nord par l'extrémité de la crête du mont Férion.